# Miroslav Wiecek
Miroslav Wiecek (Ostrava, 1931. november 4. – 1997. július 12.) csehszlovák válogatott cseh labdarúgó, csatár. Négyszeres csehszlovák bajnoki gólkirály.

## Pályafutása

### Klubcsapatban
1948 és 1964 között a Baník Ostrava, 1964 és 1967 között a Vítkovice, 1968 és 1970 között a Tatra Kopřivnice labdarúgója volt. 1952 és 1959 között négy alkalommal volt a csehszlovák bajnokság gólkirálya.

### A válogatottban
1953-ban egy alkalommal szerepelt a csehszlovák válogatottban.

## Sikerei, díjai
Baník Ostrava
- Csehszlovák bajnokság
  - gólkirály (4): 1952 (20 gól), 1956 (15 gól, Milan Dvořákkal holtversenyben), 1957–58 (25 gól), 1958–59 (20 gól)

## Statisztika

### Mérkőzése a csehszlovák válogatottban
| Csehszlovákia | Csehszlovákia    | Csehszlovákia           | Csehszlovákia | Csehszlovákia | Csehszlovákia | Csehszlovákia | Csehszlovákia | Csehszlovákia |
| #             | Dátum            | Helyszín                | Hazai         | Eredmény      | Vendég        | Kiírás        | Gólok         | Esemény       |
| ------------- | ---------------- | ----------------------- | ------------- | ------------- | ------------- | ------------- | ------------- | ------------- |
| 1.            | 1953. október 4. | Prága, Hadsereg-stadion | Csehszlovákia | 1 – 5         | Magyarország  | barátságos    | -             | 46'           |
|               | Összesen         |                         |               | 1             | mérkőzés      |               | 0             | gól           |